# 扁嘴弓鱼
扁嘴弓鱼（学名：Racoma esocina）为鲤科弓鱼属的鱼类，俗名鸭嘴弓鱼。分布于阿富汗、巴基斯坦的印度河水系和赫尔曼德河水系以及新疆塔里木河水系博斯腾湖等。该物种的模式产地在克什米尔。

## 扩展阅读
維基物種上的相關：扁嘴弓鱼